# Karl Abraham

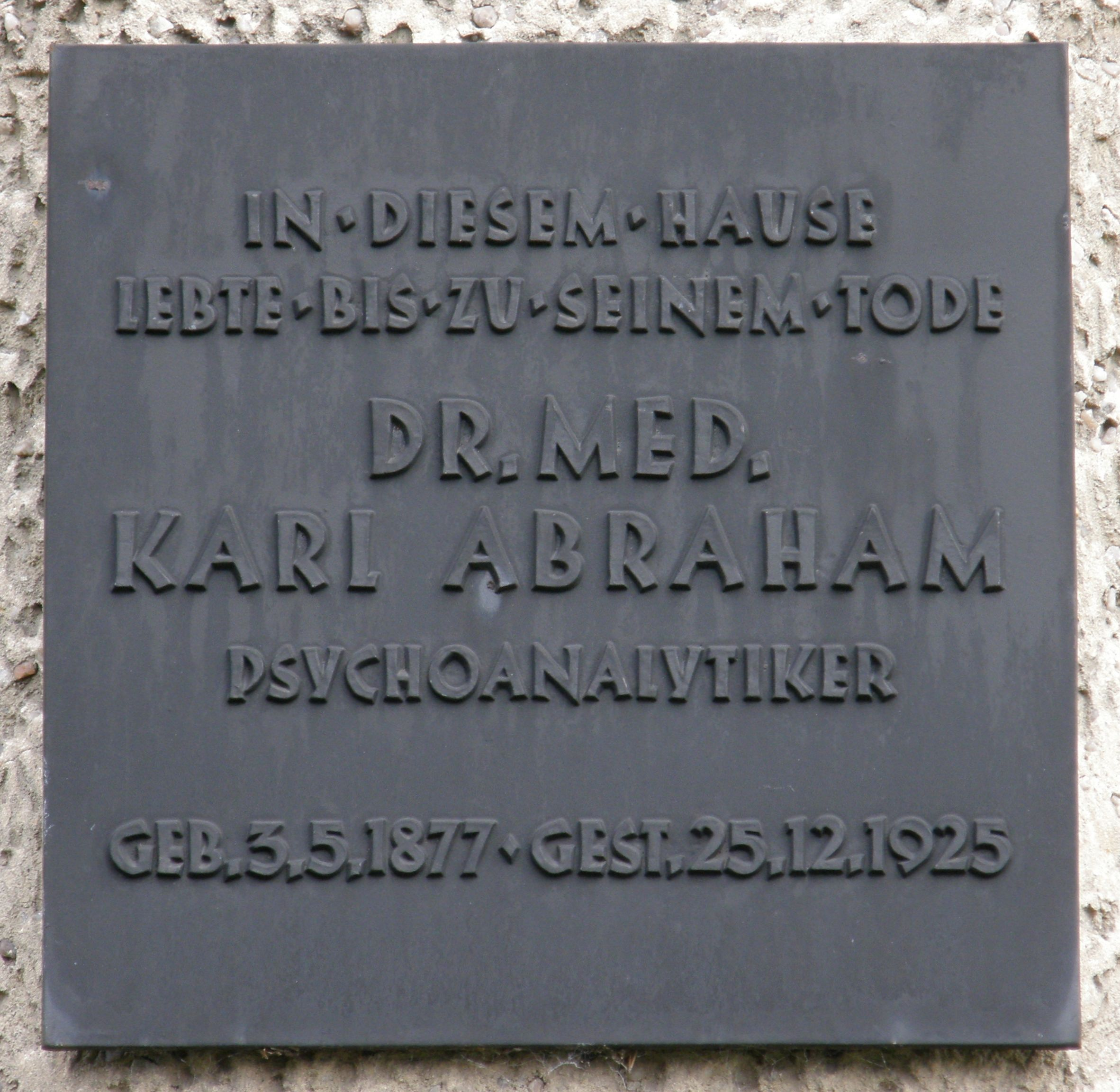
Pamiątkowa tablica na ścianie domu Abrahama w Berlinie przy Bismarckallee 14

Karl Abraham (ur. 3 maja 1877 w Bremie, zm. 25 grudnia 1925 w Berlinie) – niemiecki lekarz neurolog i psychiatra, psychoanalityk, twórca Berlińskiego Instytutu Psychoanalitycznego, przewodniczący Międzynarodowego Towarzystwa Psychoanalitycznego w latach 1914–1918 i 1924–1925.
Studiował na Uniwersytecie w Würzburgu, Uniwersytecie Fryderyka Wilhelma w Berlinie i na Uniwersytecie we Fryburgu Bryzgowijskim. Od 1904 do 1907 był asystentem Eugena Bleulera w klinice Burghölzli w Zurychu. Pod wpływem Carla Gustava Junga zainteresował się psychoanalizą. Korespondował z Freudem i współpracował z nim w badaniach nad chorobami afektywnymi. Uczniami Abrahama byli Franz Alexander, Felix Boehm, Helene Deutsch, Rudolf Foerster, Edward Glover, James Glover, Karen Horney, Melanie Klein, Hans Liebermann, Josine Müller, Carl Müller-Braunschweig, Sándor Radó, Theodor Reik, Ernst Simmel, Alix Strachey.

## Prace
- Selected Papers on Psycho-Analysis. Karnac Books; 1997, ISBN 0-9501647-7-1